# Alex da Silva
Alessandro "Alex" da Silva (født 27. december 1981) er en brasiliansk fodboldspiller, som tidligere har spillet for Randers FC og Viborg FF.

## Fodbold i Brasilien

### Internacional
Alex da Silva fik sin fodboldmæssige opdragelse i klubben Sport Club Internacional, der i Brasilien er kendt for sit enorme talentarbejde på ungdomsfronten.

### Entrerriense
I Entrerriense Futebol Clube spillede Alex om statsmesterskaberne i Rio de Janeiro's divisioner 2 gange og sikrede oprykning i 2001 og 2002.

### Botafogo
Her var Da Silva udlejet i sæsonen 2002-03. De blev sidst og rykkede ud fra den bedste brasilianske række.

## Fodbold i Danmark

### Randers FC
Direktør Jacob Nielsen og cheftræner Lars Olsen var i januar 2005 på studietur til Brasilien, og knyttede på det tidspunkt kontakter til spilleren, som senere kom på træningsophold i det Kronjyske.
Han kom til Danmark og Randers FC den 19. juli 2005 på en 3 årig kontrakt, da klubben efter en træningskamp mod AGF havde set nok til hans kvaliteter i forsvaret og på midtbanen. Her spillede han 2½ sæson der ofte var præget af skader, men også mange kampe og mål. I Superligaen sæsonen 2007-08 havde han svært ved at tilkæmpe sig en plads i startopstillingen, trods flere gode kampe.
Randers FC valgte i vinterpausen 2007 at sælge ham videre til Viborg FF.

### Viborg FF
Silva kom til Viborg FF i nytåret 2007-08 , hvor han var en del af klubbens store til/afgang der skete ovenpå fyringen af træner Anders Linderoth og ansættelsen af Hans Eklund.
I starten af 2010 blev han fyret af Viborg FF, efter han var udeblevet fra træning.